# Leroy Hood

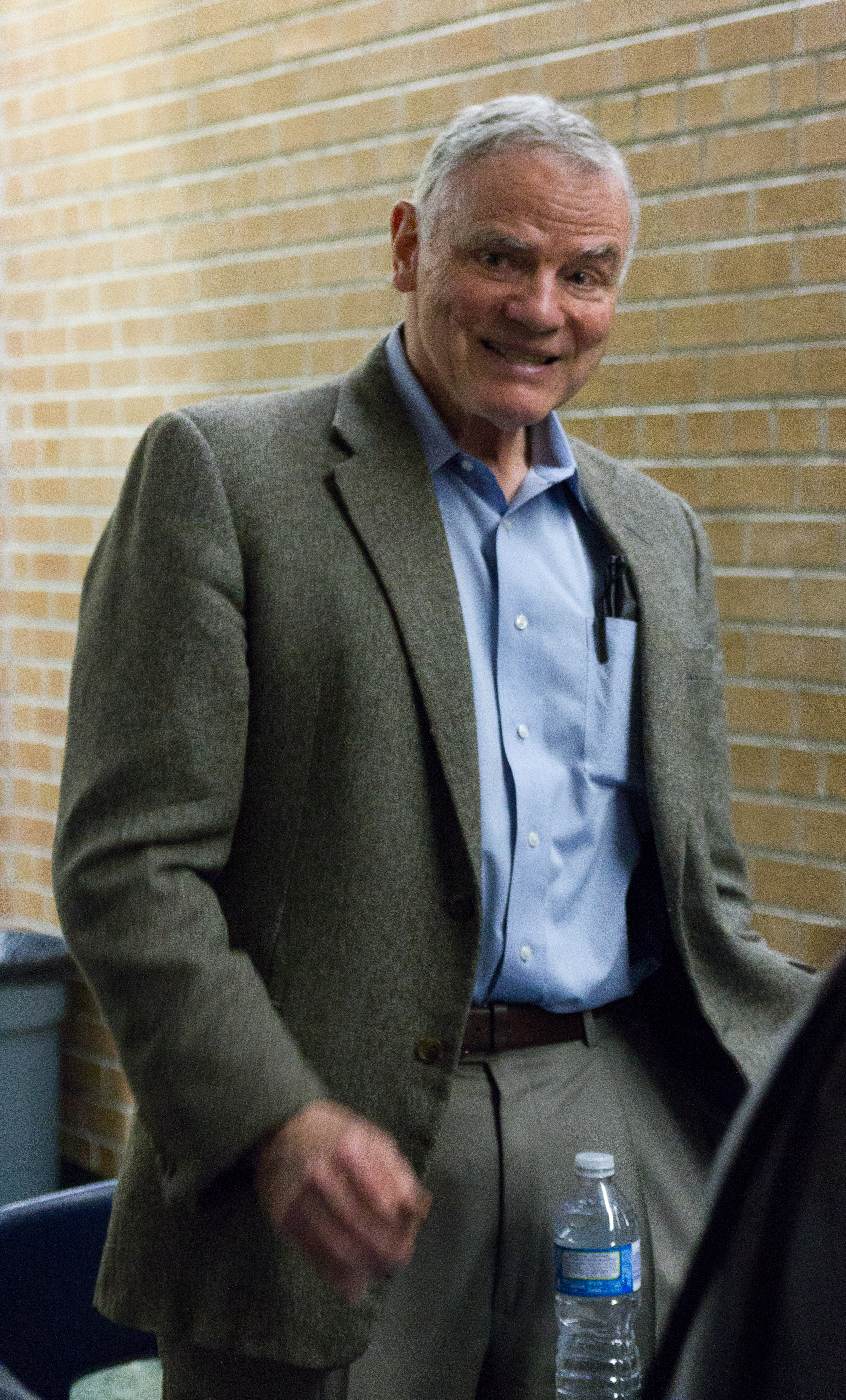
Leroy Hood, 2011

Leroy „Lee“ Edward Hood (* 10. Oktober 1938 in Missoula, Montana) ist ein US-amerikanischer Mediziner und Biologe.
Seine Verdienste liegen insbesondere in seinen Arbeiten zur Automatisierung der DNA-Sequenzierung (siehe Sequenzierautomat) und zur Vielfalt möglicher Antikörper eines Individuums durch Rekombination genetischer Informationen (siehe V(D)J-Rekombination).

## Leben
Hood erwarb 1960 am California Institute of Technology (Caltech) in Pasadena, Kalifornien, einen Bachelor in Biologie. 1964 schloss er sein Studium der Medizin an der Johns Hopkins University School of Medicine in Baltimore, Maryland, mit dem M.D. ab. 1968 erwarb Hood am California Institute of Technology einen Ph.D. in Biochemie.
1975 erhielt Hood eine Professur für Biologie am Caltech, 1980 übernahm er die Leitung der dortigen Abteilung für Biologie und 1981 zusätzlich die des dortigen Cancer Center (Krebszentrum). 1989 wurde Hood Direktor des NSF Science and Technology Center for Molecular Biotechnology der National Science Foundation (NSF), das gemeinsam vom Caltech und der University of Washington betrieben wird. 1992 übernahm Hood eine Professur an der University of Washington in Seattle und die Leitung der dortigen Abteilung für Molekulare Biotechnologie. Seit 1999 leitet Hood das Institute for Systems Biology.
Seit 2019 zählt ihn der Medienkonzern Clarivate zu den Favoriten auf einen Nobelpreis (Clarivate Citation Laureates).

## Auszeichnungen (Auswahl)
- 1980 Howard Taylor Ricketts Award
- 1982 Mitgliedschaft in der National Academy of Sciences[1]
- 1982 Mitgliedschaft in der American Academy of Arts and Sciences[2]
- 1987 Albert Lasker Award for Basic Medical Research[3]
- 1988 Dickson Prize in Medicine[4]
- 2000 Mitgliedschaft in der American Philosophical Society[5]
- 2002 Kyoto-Preis[6]
- 2004 Biotechnology Heritage Award
- 2006 Heinz Award in Technology, the Economy and Employment[7]
- 2007 Aufnahme in die National Inventors Hall of Fame[8]
- 2010 Kistler Prize
- 2011 Russ Prize[9]
- 2011 National Medal of Science
- 2017 NAS Award for Chemistry in Service to Society
- 2019 IRI Medal

## Schriften (Auswahl)
- New Protein Sequenator with Increased Sensitivity. In: Science. Band 207, 1980, S. 523 (mit M. W. Hunkapiller)
- A Microchemical Facility for the Analysis and Synthesis of Genes and Proteins. In: Nature. Band 310, 1984, S. 105 (mit M. W. Hunkapiller et al.)
- Fluorescence Detection in Automated DNA Sequence Analysis. In: Nature. Band 321, 1986, S. 674 (mit L. M. Smith et al.)
- A New Strategy for Genome Sequencing. In: Nature. Band 381, 1996, S. 364 (mit J. C. Venter et al.)